# Tim Raines
Timothy Raines Sr. (Sanford, Florida, 16 de septiembre de 1959), más conocido como Tim Raines, es un exjugador profesional estadounidense de béisbol que se desempeñó en la posición de jardinero izquierdo en las Grandes Ligas de Béisbol (MLB). Es miembro del Salón de la Fama del Béisbol.

## Carrera
Raines jugó como profesional doce temporadas en Montreal Expos (1979-1990), después pasó por varios equipos, Chicago White Sox (1991-1995), New York Yankees (1996-1998), Oakland Athletics (1999), Montreal Expos (2001), Baltimore Orioles (2001), y finalmente, a Florida Marlins, donde jugó una temporada (2002), y fue el equipo en el que se retiró.

## Reconocimiento
En 2017, ingresó como miembro al Salón de la Fama del Béisbol.